# Teleprompter
En teleprompter (også kendt som en autocue) er en displayenhed som forsyner/sufflerer (Engelsk:~prompts) den person, som taler, med en elektronisk, visuel tekst fra en tale eller et manuskript. I TV- og filmproduktioner, hvor der ikke er krav om, at skærmen skal være diskret, er skærmen placeret foran kameraet eller den fotografiske linse, og ordene på skærmen reflekteres til talerens øjne via et tovejsspejl eller, hvis kameraet/linsen er forsynet med skygge (se skematisk fremstilling), blot almindeligt glas.
Eftersom taleren ikke behøver at kigge ned for at konsultere sine skrevne notater, ser det ud, som om han har memoreret teksten eller taler spontant. Andre former for notater vil altid være placeret uden for linseaksen, hvilket får taleren til at se 'distraheret' ud. 
| (1) Videokamera      | (2) Skygge                   |
| (3) Videomonitor     | (4) Tovejsspejl eller glas   |
| (5) Billede af emnet | (6) Billede fra videomonitor |

## Telepromptere til nyhedsudsendelser
Moderne telepromptere beregnet til nyhedsprogrammer består af en computer tilsluttet en videomonitor på hvert kamera. Monitorerne er ofte sort/hvid og har den horisontale skanning til at køre baglæns for at kompensere for spejlets refleksion. Et stykke perifert udstyr som kan sluttes til den serielle port har en knap ,som kan øge eller sænke den hastighed, som teksten scrolles med. Teksten vises som regel med hvide blokbogstaver på sort baggrund for læsbarhedens skyld, mens stikord er sort på hvid. Vanskellige ord (hovedsageligt udenlandske navne) staves fonetisk, som det også er tilfældet med særlige udtryk som "Nine-eleven" (for at specificere at begivenheden 9/11 ikke skal udtales "ni-en-en" for eksempel).

## Telepromptere ved taler
Telepromptere bruges ofte til offentlige taler. I dette tilfælde kaldes de Conference Teleprompter Systems, og her er reflektoren normalt et stykke glas, som har en særlig, delvis refleksiv belægning. Den er normalt gennemsigtig for at ikke blokere for publikums eller kameraernes udsigt til taleren. Normalt sættes to op af gangen, en på hver side af talerstolen (hvis der er en), sådan at taleren kan kigge rundt på publikum og altid være i stand til at se en af dem. Bortset fra disse æstetiske ændringer, fungerer de på samme måde som andre telepromptere. Ved de amerikanske præsidenters State of the Union Address bruges de diskrete glasplader. Præsident Barack Obama har allerede fået øgenavnet "Tenniskampen", fordi man ofte ser hans hoved bevæge sig fra side til side i rask takt, akkurat som publikum under en tenniskamp.

## Andre anvendelser
Mange sangere bruger også systemet for at være sikre på at kunne huske teksten til sangene. Kendte sangere som har brugt telepromptere er blandt andet Frank Sinatra, Bruce Springsteen og Elton John. De har gerne teleprompteren kammufleret som en monitor på scenen.[kilde mangler]
Fremkomsten af små, billige telepromptere softwarepakker har åbnet et helt nyt marked til dem, som skal levere prædikener, taler eller lave kvalitetslydindspilninger. I modsætning til deres storebrødre virker disse på en desktop- eller en bærbar computer, og de giver mulighed for, at taleren kan styre flowet af sin tale. De kaldes sædvanligvis "personlige telepromptere".